# Réserve naturelle nationale de la falaise du Cap-Romain
La réserve naturelle nationale de la falaise du Cap-Romain (RNN69) est une réserve naturelle nationale géologique située en Normandie. Classée en 1984, elle protège un site de 24 hectares formé d'une falaise littorale comprenant des fossiles d'éponges.

## Localisation

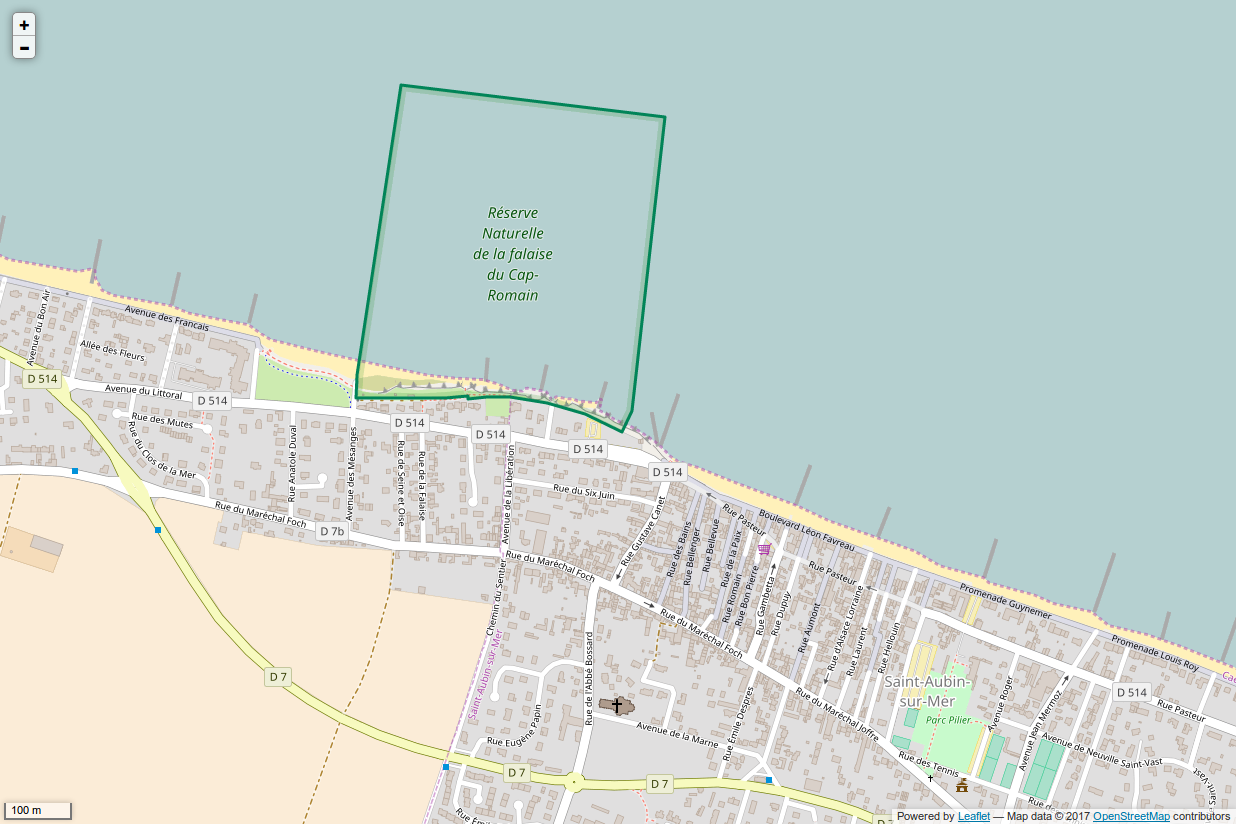
Périmètre de la réserve naturelle.

Le territoire de la réserve naturelle se trouve au cœur de la Côte de Nacre, en bord de mer sur les communes de Saint-Aubin-sur-Mer et Bernières-sur-Mer dans le département du Calvados. La falaise a une hauteur de 8 mètres et est longue de 500 mètres. Elle domine une plage sableuse et un platier rocheux. La quasi-totalité du site est sur le domaine public maritime.

## Histoire du site et de la réserve

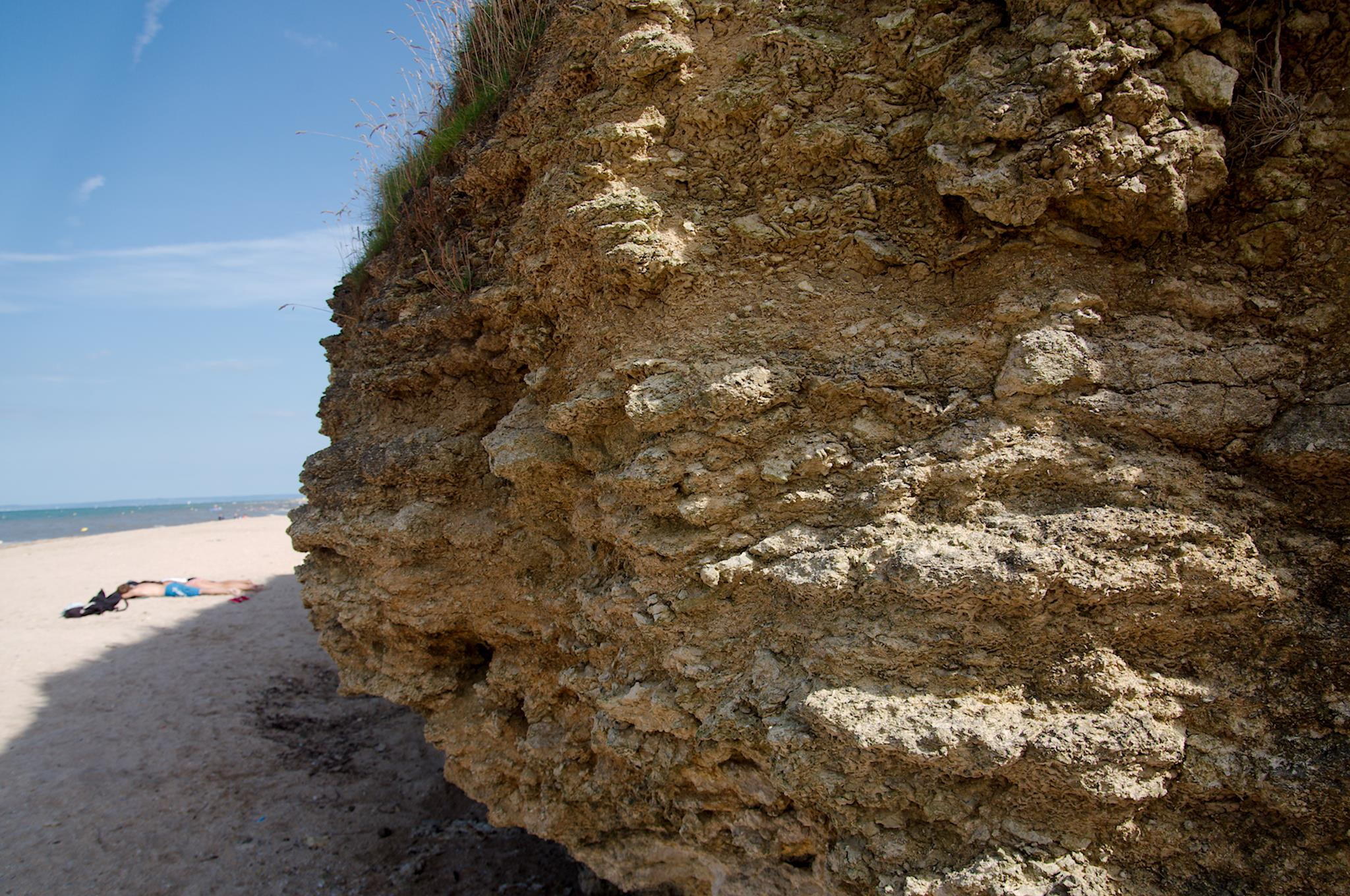
Vue de la falaise 1.

Il y a 165 millions d'années, au Jurassique moyen, le site était un fond marin où différentes espèces d'éponges sont apparues puis ont été asphyxiées par enfouissement sous les sables. Cet épisode de l'histoire géologique de la Normandie est resté enregistré dans la falaise.
Le site du Cap Romain a été occupé depuis le Mésolithique jusqu'au haut Moyen Âge. Se sont succédé un temple gaulois, une villa gallo-romaine et une nécropole mérovingienne. La statue de la Déesse-mère de Saint-Aubin-sur-Mer a été découverte sur le site en 1943, cette statue est exposée au Musée de Normandie à Caen.

## Écologie (biodiversité, intérêt écopaysager…)
L'érosion naturelle a mis en évidence dans les calcaires de la partie moyenne de cette falaise, et localement sur l'estran rocheux, des récifs d'éponges fossiles d'âge jurassique, remarquablement bien conservés avec leur faune d'accompagnement. 
À la fin de la dernière glaciation, de gros blocs de grès et de granites d'un à plusieurs mètres cubes, provenant en majorité de la côte du Nord Cotentin, sont venus s'échouer sur le platier rocheux, portés par des radeaux de glaces flottantes. Les pêcheurs les appellent les "gas" et s'en servent comme repères pour se diriger pendant les marées. Plusieurs gas sont visibles à marée basse.

### Géologie

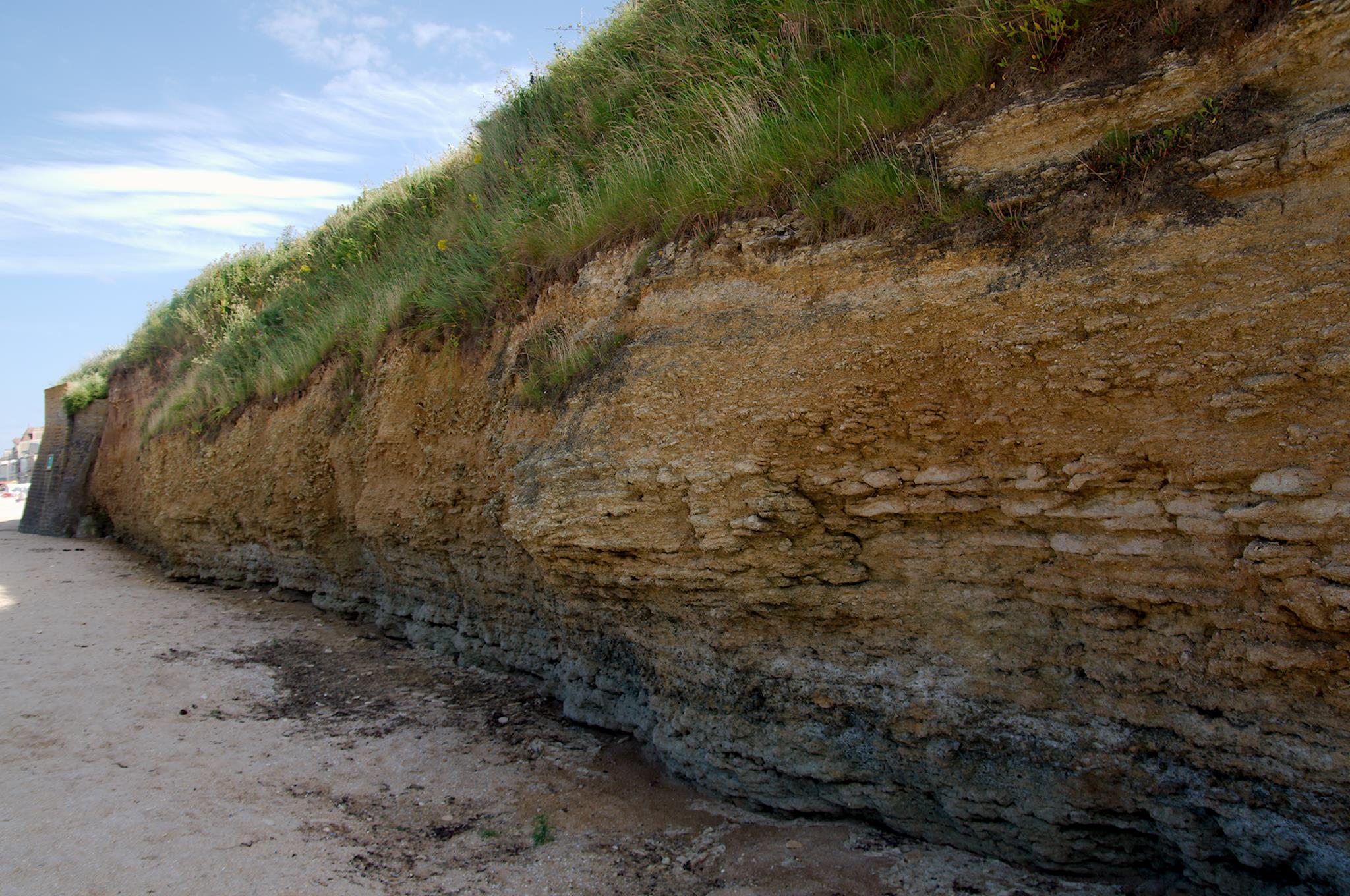
Vue de la falaise 2.

La falaise est constituée d'une formation marno-calcaire datant du Bathonien (soit environ 167 millions d'années). Elle présente dans sa partie médiane et supérieure des amas pierreux dont les formes sont étirées verticalement ou à section triangulaire ou ovale, composés d'éponges fossiles aplaties, lobées, contournées, en assiette, en coupe, en console, empilées, juxtaposées, plus ou moins soudées. Leurs cassures montrent encore le réseau de leur squelette et leurs faces supérieure et inférieure portent des associations d'animaux encroûtants différents dans leur composition. L'espèce typique est Platychonia magna. Entre les éponges, le sable et la boue calcaires contiennent les débris de nombreux coquillages et oursins qui vivaient à leur voisinage et les vestiges des minuscules animaux qui pullulaient à l'abri des colonies d'éponges (petites coquilles ou stades jeunes).
La partie supérieure des calcaires et marnes jurassiques est fortement érodée et supporte des graviers et galets marins contenant des coquilles de mollusques qui vivaient dans des eaux plus froides que la Manche actuelle. Cette couche grossière et ferrugineuse correspond à une plage ancienne datant de la Glaciation de la Vistule et s'est déposée alors que le niveau de la mer était plus élevé qu'aujourd'hui. Des ossements de Rhinocéros à poil long et à cloison nasale osseuse ont été extraits de ces graviers : cet animal vivait sous climat froid avec les derniers mammouths.
Au-dessus de ce niveau, le sommet de la falaise est composé de limons brunâtres, véritable poudre de roches déposée par le vent alors que les grands glaciers de la dernière glaciation quaternaire couvraient encore une partie de l'Angleterre.

### Flore
L'Elyme des sables est une espèce protégée au niveau national.

### Faune
L'inventaire faunistique le plus récent, réalisé en 2004, a recensé 42 espèces animales courantes sur les côtes normandes. La diversité spécifique, bien que supérieure sur le bas de l'estran, demeure faible et le nombre d'individus par espèce limité. L'embranchement des mollusques est le plus diversifié, vient ensuite celui des arthropodes et enfin les annélides. Les cnidaires, spongiaires, échinodermes, hémichordés et poissons sont également présents mais peu diversifiés. Les espèces endogées, à l'exception des lanices et des arénicoles, n'ont pas été inventoriées. Les patelles, littorines, gibbules et chitons que l'on trouve en grand nombre sur la réserve, broutent les algues incrustantes et perforantes et suppriment ainsi une fine pellicule de calcaire à chaque passage. Les balanes ont aussi une action érosive sur le platier rocheux. Le site est fréquenté aussi par le Tadorne de Belon et le Guillemot de Troïl.

## Intérêt touristique et pédagogique
À marée haute, la mer bat le pied de la falaise qui, au fil des années, accuse un recul modéré, sauf en quelques points où de petites anses ont tendance à se creuser à la faveur des mouvements tourbillonnaires du flot. Des épis et des enrochements ont été construits pour endiguer cette érosion naturelle. Pour freiner la dégradation accélérée de la partie supérieure de la falaise, des arbustes épineux (argousiers) ont été plantés sur le chemin des douaniers. Sur place, un panneau explicatif présente le site.

## Administration, plan de gestion, règlement
La réserve naturelle est gérée par APGN Association Patrimoine géologique de Normandie.
La collecte des fossiles est interdite sur le site.

### Outils et statut juridique
La réserve naturelle a été créée par un décret du 16 juillet 1984.